# 7150 McKellar
A 7150 McKellar (ideiglenes jelöléssel 1929 TD1) a Naprendszer kisbolygóövében található aszteroida. Clyde Tombaugh fedezte fel 1929. október 11-én.